# Павел Поторочин
Па́вел Ра́фал Поторо́чин (пол. Paweł Rafał Potoroczyn нар. 1961 р.) — польський філософ, культуртрегер.

## Біографія
У 1991–1992 рр. — очолював Польську інформаційну агенцію.
У 1995–2000 рр. — культурний аташе при польському посольсьві у США.
У 2000–2008 рр. — очолював польські інститути в Нью-Йорку та Лондоні.
З 2008–2016 рр. — очолював Інститут Адама Міцкевича.